# コスモライン (鹿児島県)

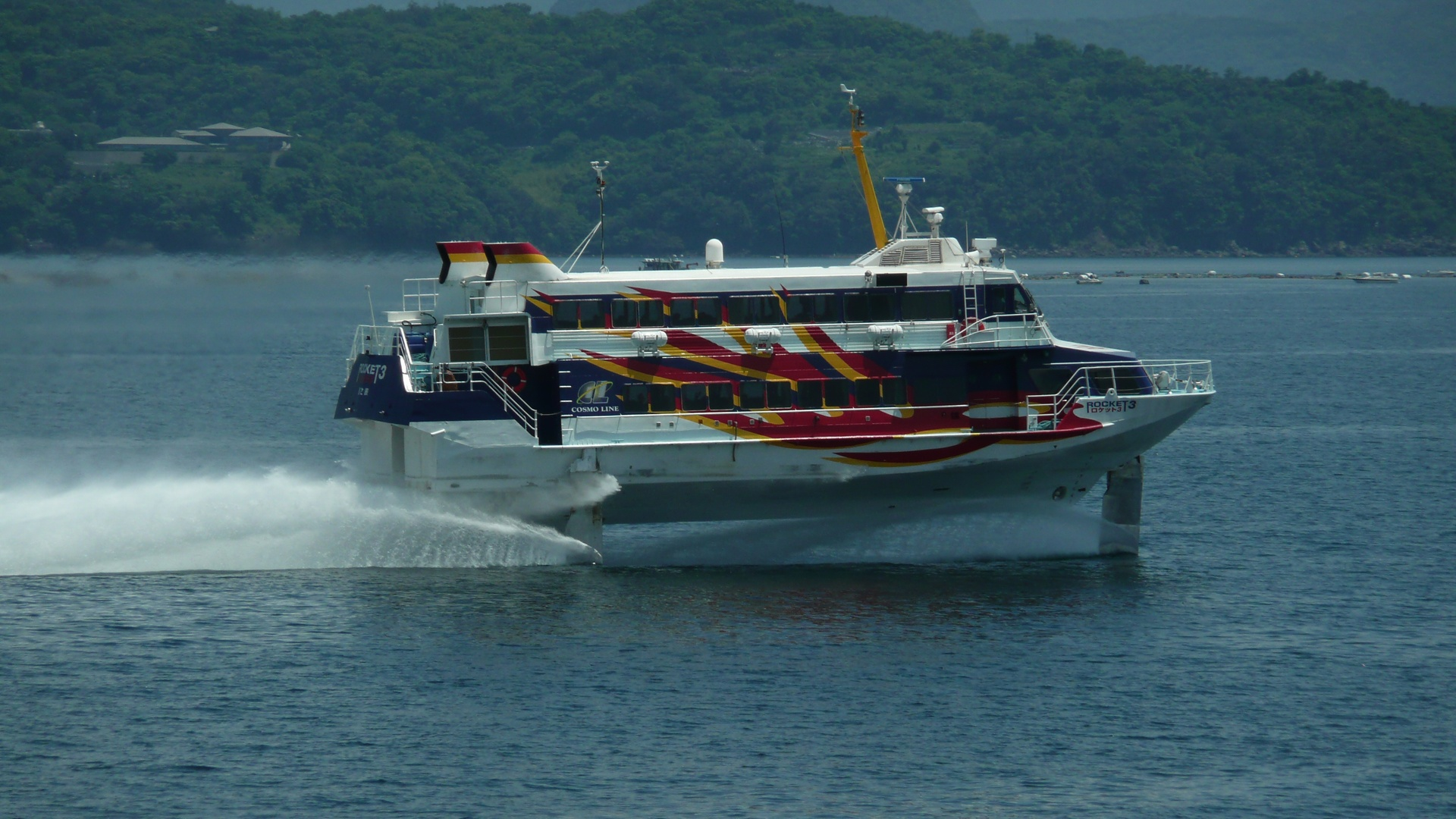
高速船ロケット

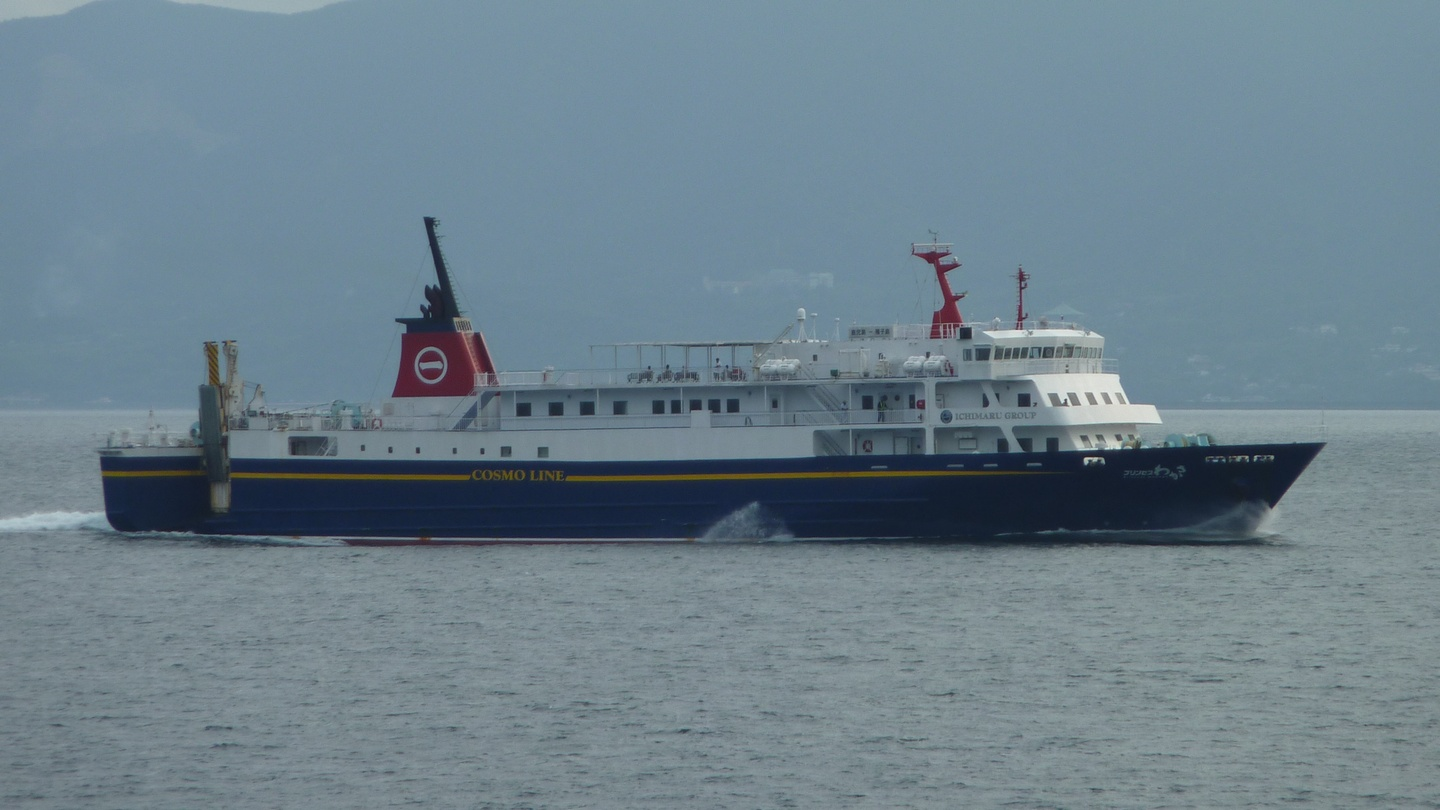
プリンセスわかさ

コスモラインは、鹿児島県鹿児島市に本社を置く海運会社である。鹿児島県を中心に、タクシー・レジャー事業各社とともに「市丸グループ」を構成している。
鹿児島から種子島へのフェリーを運行している。また、2012年3月までは高速船航路および屋久島への高速船航路を運航していたが、2012年4月1日より岩崎グループと市丸グループが合同で種子屋久高速船を設立したのに伴い、運航を岩崎グループの鹿児島商船と共に種子屋久高速船に統合した。ただし船舶は引き続き両社それぞれが保有している。

## 航路

### 鹿児島 - 種子島・屋久島航路
高速船「ロケット」
運航は種子屋久高速船が行っており、コスモラインは保有のみ行っている。ボーイング929（ジェットフォイル）3隻を保有している。なお種子屋久高速船は鹿児島商船の3隻も合わせて運航している。船名は種子島にあるロケット発射施設に因んでいる。
- 鹿児島港本港区南埠頭（鹿児島市） - 種子島・西之表港（西之表市）、屋久島・宮之浦港（屋久島町）、屋久島・安房港（屋久島町）
  - 季節などにより便数が変わる。
  - 各島への直行便のほか、屋久島航路は種子島を経由するものもある。

フェリー「プリンセスわかさ」
1日1往復。
- 鹿児島港・本港区南埠頭（鹿児島市） - 種子島・西之表港（西之表市）
  - 1隻しかないため、ドック入りの際は運休となる。

## 船舶
当社保有の高速船にはスーパーシートが設置されている（鹿児島商船はモノクラス）。
- ロケット1 - 165t、1994年竣工、旅客定員：252名
- ロケット2 - 164t、1984年竣工、旅客定員：252名
- ロケット3 - 164t、1990年竣工、旅客定員：252名
- プリンセスわかさ - 1,844t、2004年竣工、旅客定員：464名